# Parafia Wniebowzięcia Najświętszej Maryi Panny w Dulczy Małej
Parafia Wniebowzięcia Najświętszej Maryi Panny w Dulczy Małej – parafia rzymskokatolicka znajdująca się w diecezji tarnowskiej, w dekanacie Radomyśl Wielki.

## Proboszczowie
- ks. Stanisław Posłuszny (1989–1997)
- ks. Henryk Bober (1997–1999)
- ks. Jan Ćwik (1999–2005)
- ks. Józef Bania (2005–2012)
- ks. Janusz Ul (2012–2014)
- ks. Krzysztof Tworzydło (2014–2020)
- ks. Adam Lelito (od 8 sierpnia 2020)[2]